# Animals in War Memorial

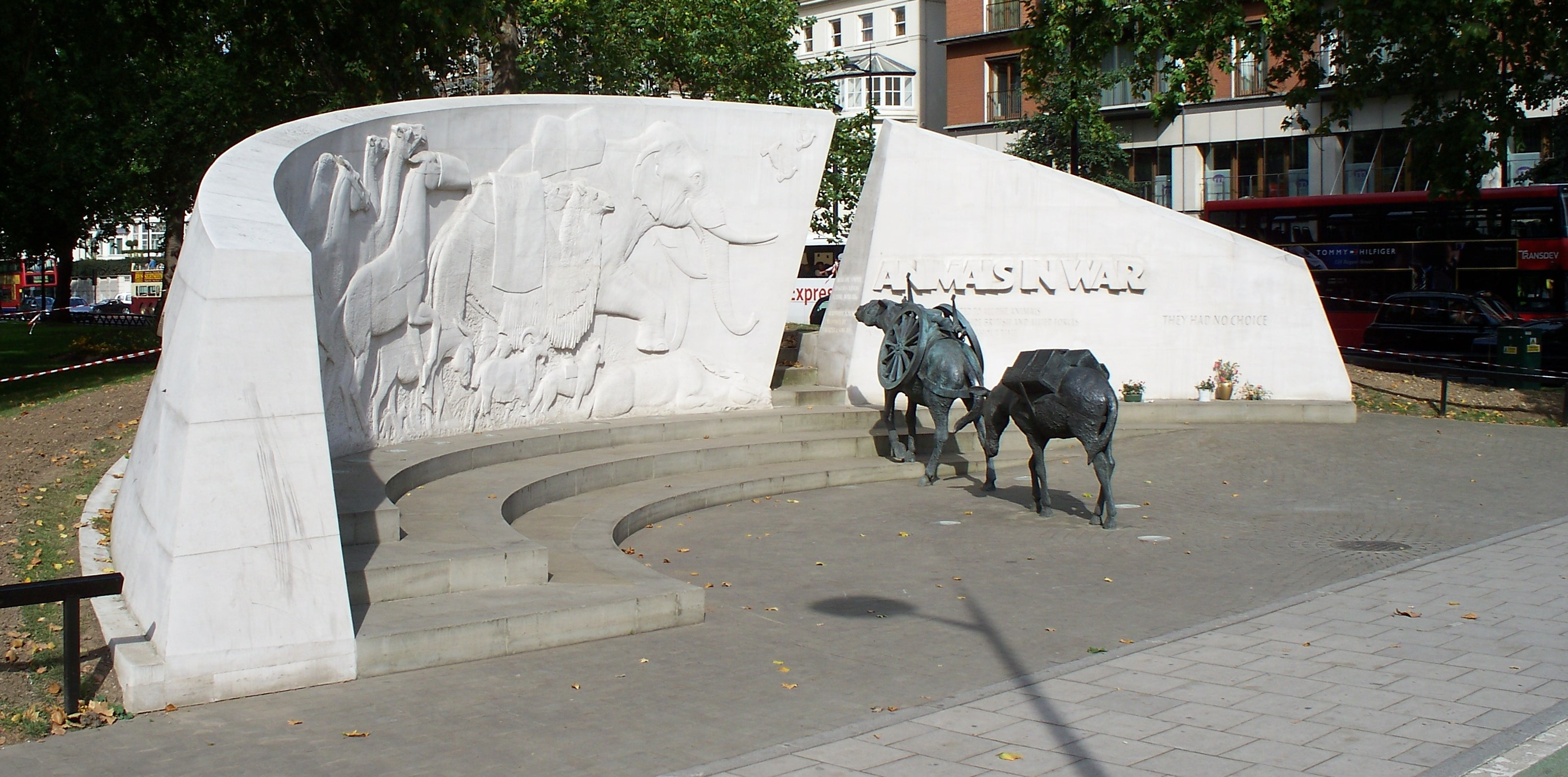
Animals in War Memorial

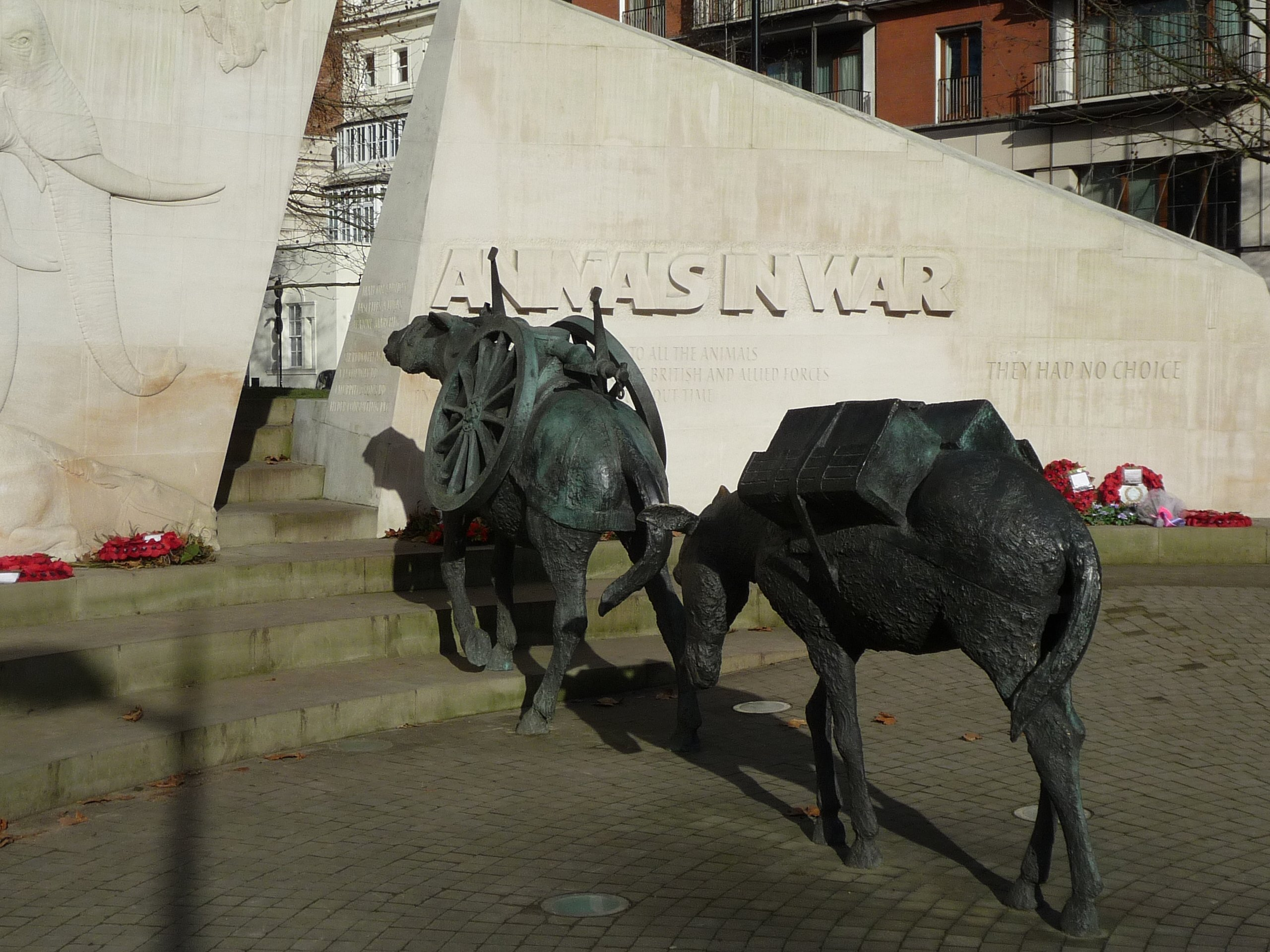
Animals in War Memorial, Zentrum

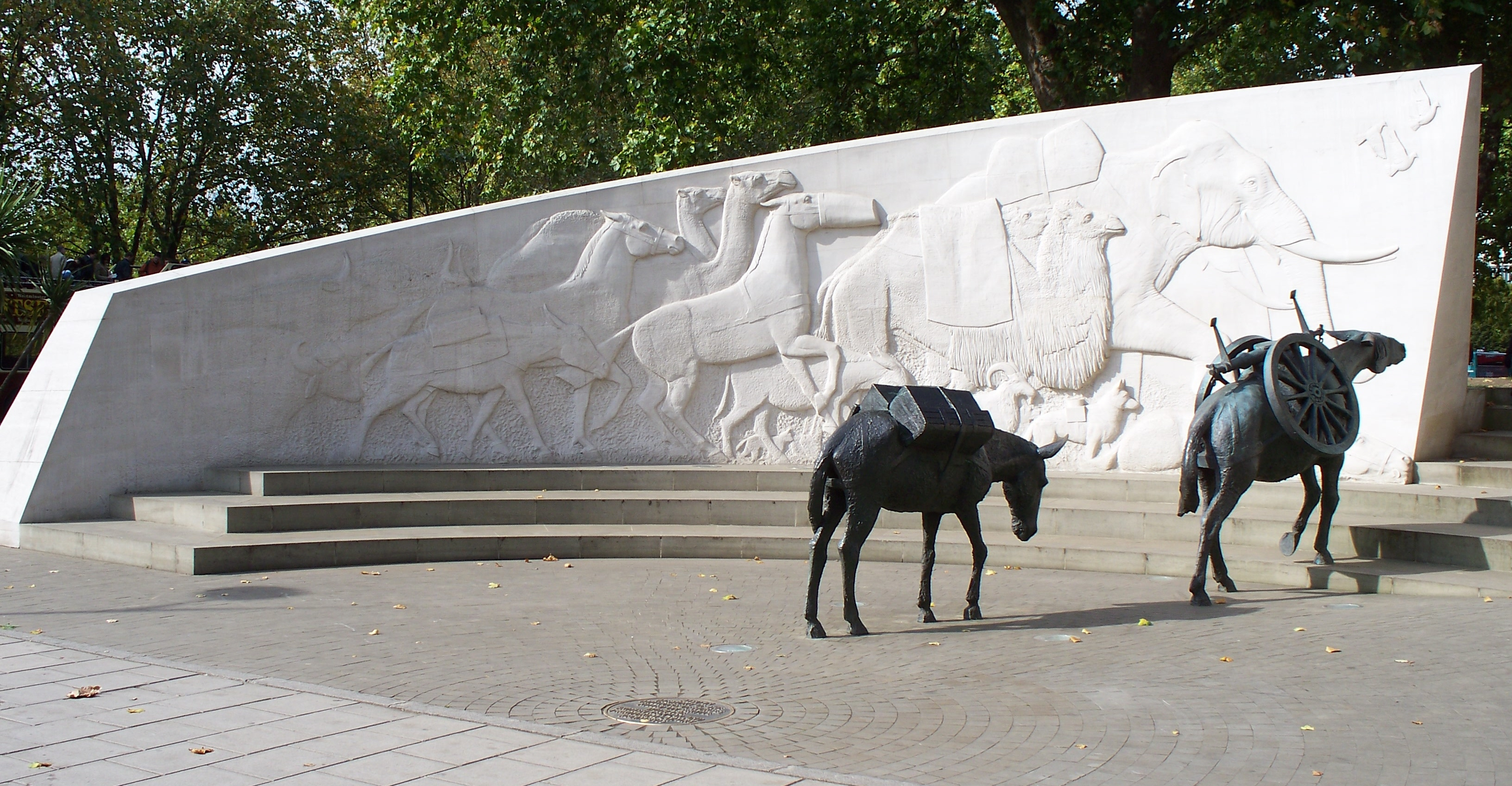
Animals in War Memorial, Westteil

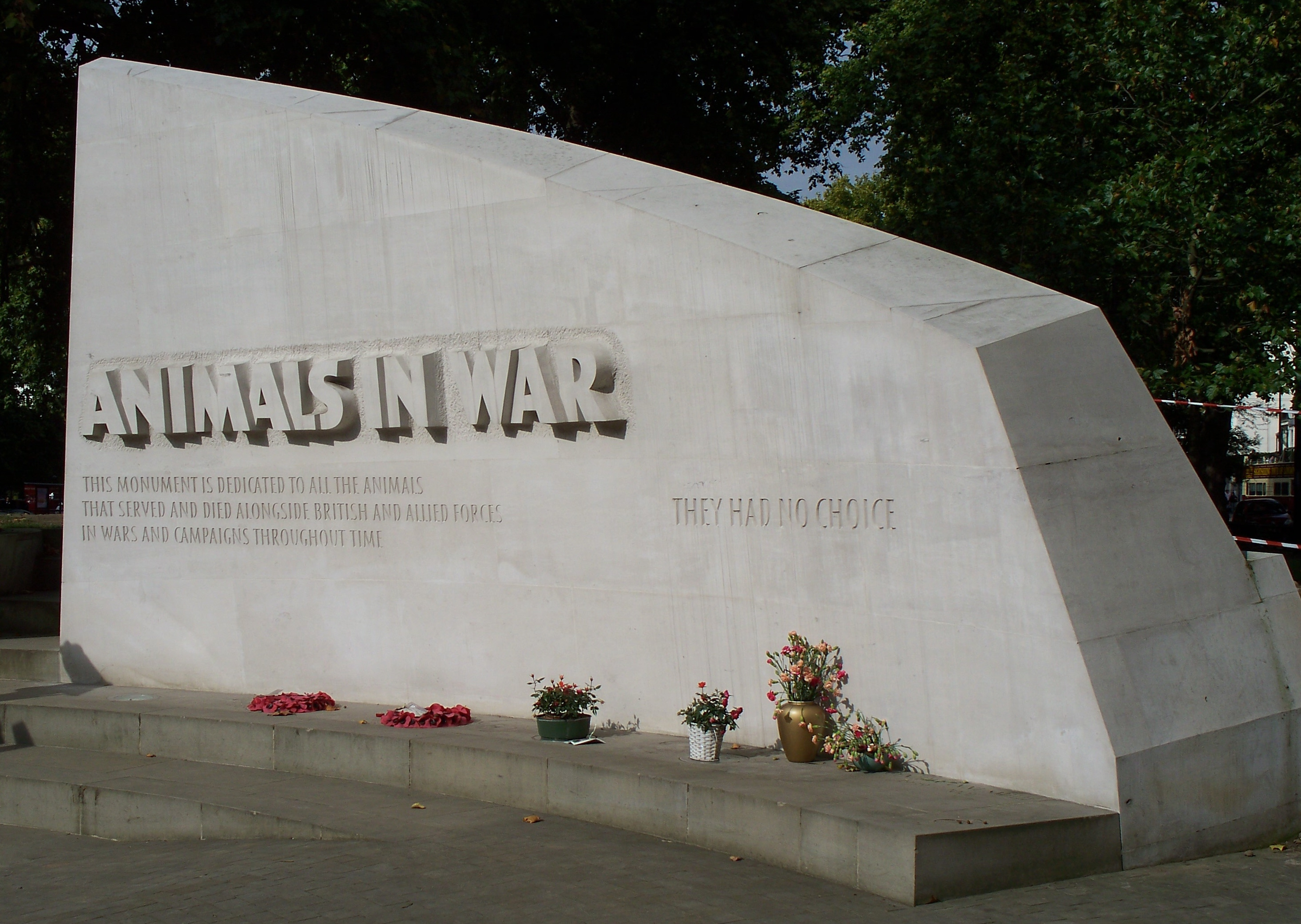
Animals in War Memorial, Ostteil

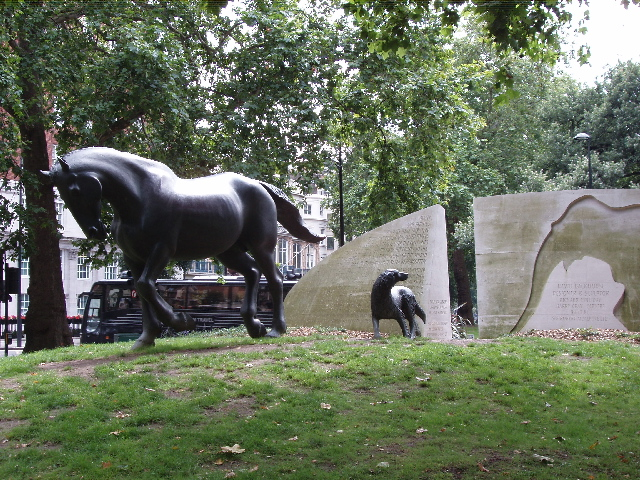
Animals in War Memorial, Nordteil

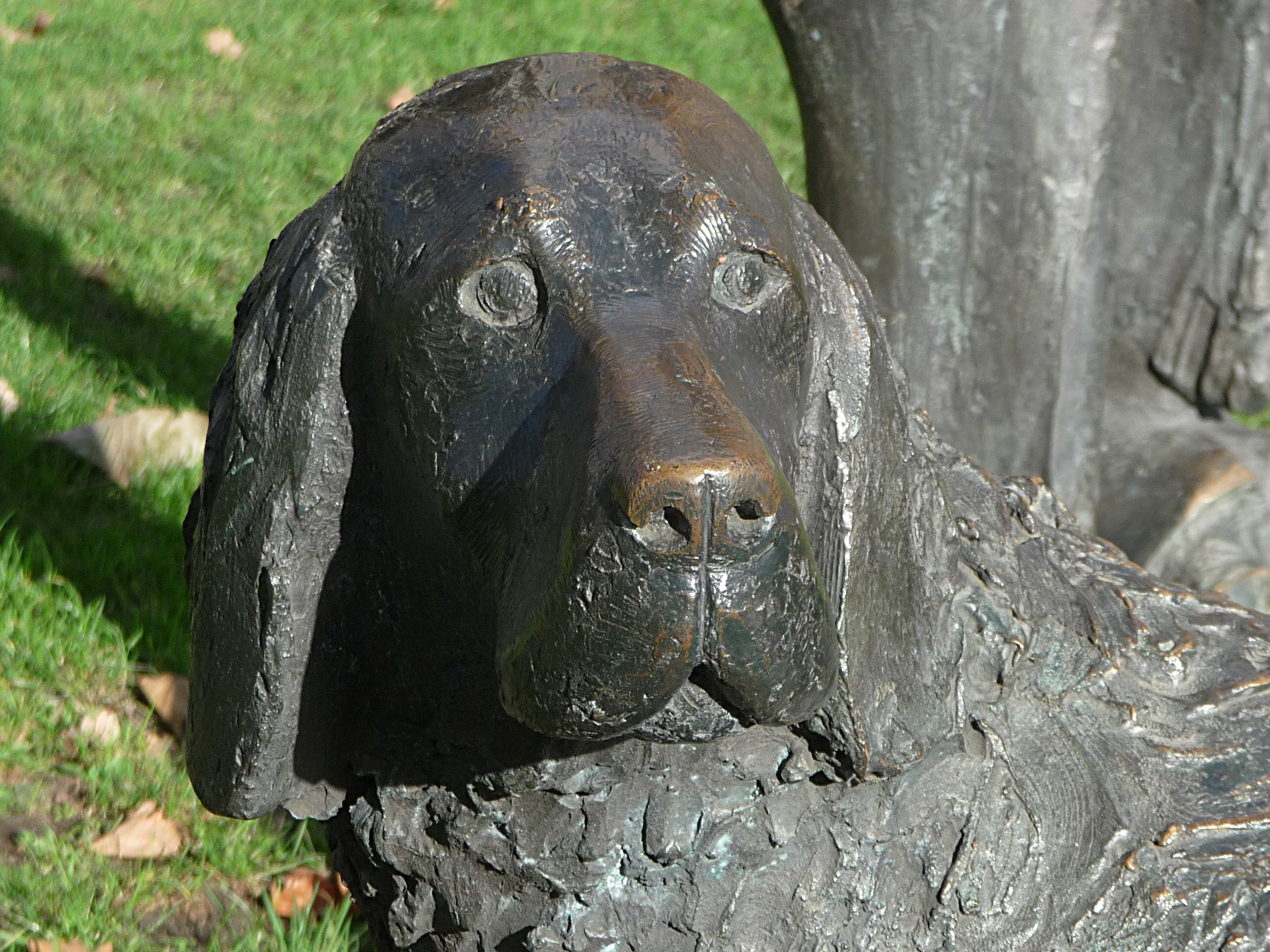
Kopf des Hundes

Das Animals in War Memorial dient dem Gedenken an die in Kriegen und Konflikten unter britischem Kommando eingesetzten, verletzten und getöteten Tiere. Es befindet sich in London östlich des Hyde Parks an der Park Lane auf Höhe des Brook Gate (circa 300 m südlich Marble Arch). Es stammt vom englischen Bildhauer David Backhouse und wurde am 24. November 2004 von Prinzessin Anne enthüllt.

## Konstruktion
Das Mahnmal besteht aus zwei geschwungenen Kalkstein-Wänden mit einem schmalen Durchlass und Bronze-Tierskulpturen, die die Wand „durchschreiten“. Auf dem Pflaster der unteren Ebene straucheln zwei schwer beladene Maulesel auf die Lücke zwischen den Wänden zu. Jenseits der Wand schaut (von der erhöhten Rasenfläche) in einigem Abstand ein Hund zurück, ganz vorne (= im Norden) geht ein Bronzepferd. Die längere linke (westliche) Wand zeigt Flachreliefs vieler Tierarten, die in kriegerischen Auseinandersetzungen des 20. Jahrhunderts eingesetzt wurden, u. a. Pferde, Dromedare, Ziegen, Hunde, Brieftauben und Elefanten. Die rechte Wand trägt die Inschriften (s. u.). Auf der Rückseite der längerem Wand sind die Silhouetten der Tiere ausgeschnitten, auf der kürzeren werden die wichtigsten Spender aufgeführt. 
Das gesamte Denkmal misst 17,68 m mal 16,76 m.

## Inschriften
Das Denkmal trägt unter dem Schriftzug „Animals in War“ (Tiere im Krieg) zwei getrennte Inschriften: 
„This monument is dedicated to all the animals
that served and died alongside British and allied forces
in wars and campaigns throughout time“

(„Dieses Denkmal ist allen Tieren gewidmet, die zu allen Zeiten in Kriegen und Konflikten den britischen und alliierten Streitkräften dienten und starben.“)
Die zweite (linke) Inschrift lautet:

„They had no choice“

(„Sie hatten keine Wahl.“)

## Geschichte
In den Streitkräften wurden viele Millionen Tiere eingesetzt, unzählige wurden getötet. Pferde, Maulesel und Esel dienten als Transporttiere und starben in Kampfhandlungen oder gingen durch Verletzungen, Erschöpfung, Seuchen, Hunger und Durst zugrunde. Allein im Ersten Weltkrieg starben acht Millionen Transporttiere in den Armeen von Großbritannien, dem Commonwealth und der Alliierten. Hunde dienten als Boten, Wach- und Spürhunde. Im Ersten Weltkrieg wurden mehr als 100.000, im Zweiten Weltkrieg mehr als 200.000 Brieftauben von den Briten eingesetzt. Im 20. Jahrhundert wurden Elefanten, Kamele, Ochsen, Kanarienvögel und sogar Glühwürmchen von den Streitkräften verwendet.
Den Anstoß zur Errichtung eines Denkmals gab das in Zusammenarbeit mit dem Imperial War Museum von Jilly Cooper verfasste Buch Animals in War. Durch Spendengelder in Höhe von 1.400.000 £ wurde die Errichtung des Denkmals ermöglicht.